# Gamli sáttmáli

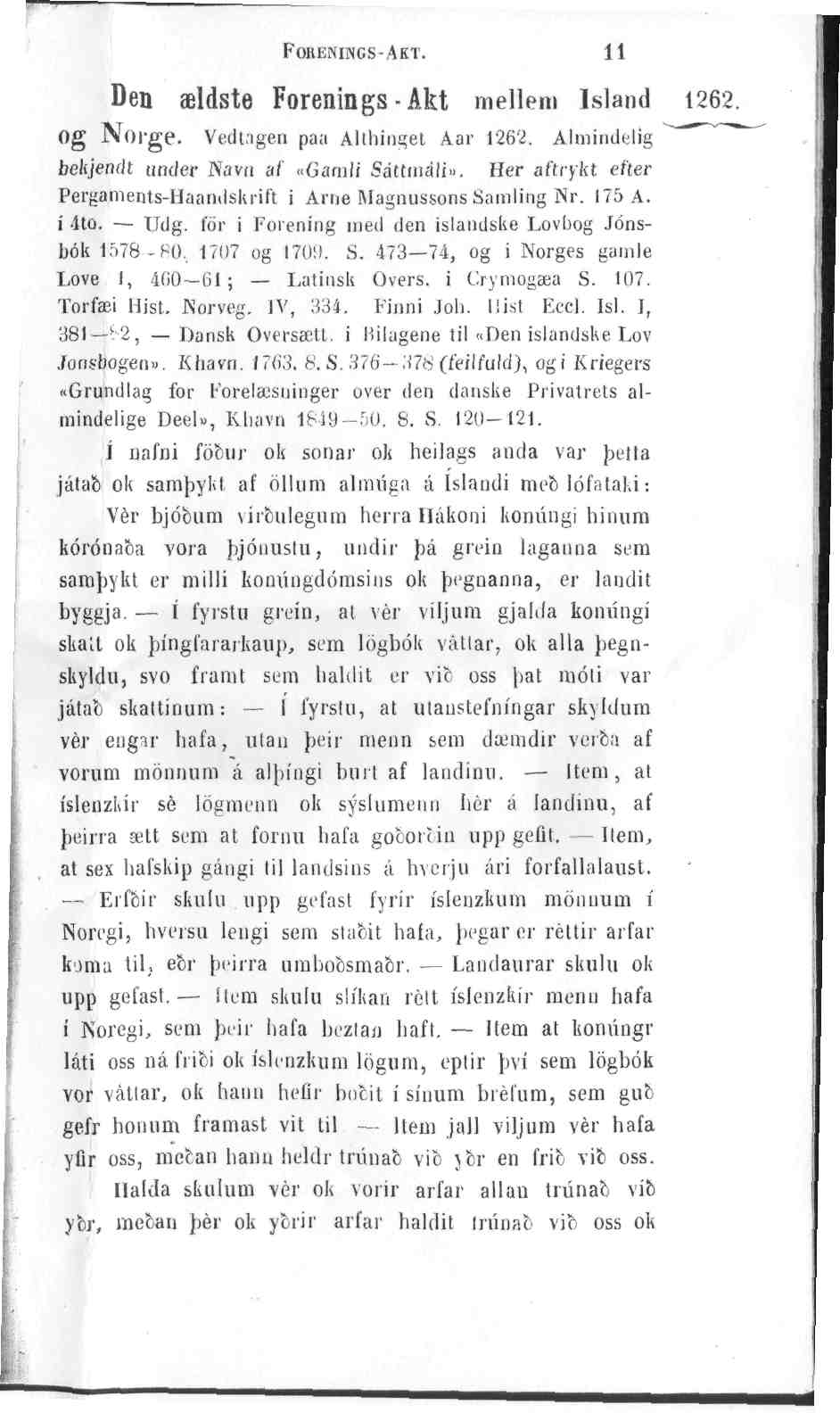
Pàgina impresa del «Gamli sáttmáli»

Gamli sáttmáli (o Pacte antic en català) es coneix com l'acord que va formalitzar la unió d'Islàndia i Noruega sota la sobirania de la corona noruega, un procés que va durar entre 1262 i 1264 després d'una cruenta guerra civil durant el període de Sturlungaöld (Era dels Sturlung) que va afeblir l'autogovern de l'illa i va suposar la fi de l'Estat Lliure d'Islàndia en acceptar a Haakon IV de Noruega com a rei i sobirà, adoptant estructures d'organització feudal.
També conegut com a Gissurarsáttmáli (Pacte de Gissur), en referència a Gissur Þorvaldsson, un cabdill islandès que va encapçalar la facció local a favor de Noruega i es va convertir en el primer jarl de facto. Tanmateix, hi ha una confusió històrica, ja que Gamli sáttmáli és realment un tractat de 1302 mentre que l'esmentat Gissurarsáttmáli correspon a la signatura de 1262.
L'acord va tenir conseqüències històriques, després de la signatura entre els cabdills islandesos (goði), Haakon IV i el seu successor Magnus VI de Noruega, va suposar després de la unió d'Islàndia i Noruega, la consegüent unió amb Dinamarca el 1380 per la Unió de Kalmar.
Segons aquest acord, els islandesos estaven subjectes a impostos que devien a la corona noruega, però a canvi van tenir una llei que garantia la pau i assegurava l'intercanvi comercial entre noruecs i islandesos, tots dos iguals davant la llei. Les lleis de l'Estat Lliure d'Islàndia es van actualitzar i el 1281 es va publicar el llibre de les lleis anomenat Jónsbók.
L'acord es va renovar el 1302 sota el regnat de Haakon V de Noruega. La unió d'Islàndia amb Noruega (i després del Tractat de Kiel amb Dinamarca) es va mantenir fins al 1944, durant la Segona Guerra Mundial, quan es va fundar la república d'Islàndia.